# Coupe de la Ligue suisse de football
La Coupe de la Ligue suisse de football est une compétition de football à élimination directe désormais disparue, à laquelle participaient les équipes de LNA et de LNB.

## Histoire
La Coupe de la Ligue a lieu durant les étés 1972 et 1973 sous la forme d'un tournoi de présaison, puis durant les saisons 1974-1975 à 1981-1982.

## Finales
Les finales ont lieu sur un seul match de 1972 à 1980, puis en matchs aller-retour pour les deux dernières éditions.
| Édition                        | Date             | Équipe 1                    | Équipe 2                | Résultat                 | Lieu                       |
| Finales sur un match           |                  |                             |                         |                          |                            |
| 1 (en)                         | 11 novembre 1972 | FC Bâle (1)                 | FC Winterthour          | 4 - 1                    | Letzigrund, Zurich         |
| 2 (en)                         | 10 octobre 1973  | Grasshopper Club Zurich     | FC Winterthour          | 2 - 2 a. p. 5 - 4 t.a.b. | Letzigrund, Zurich         |
| 3                              | 26 mars 1975     | Grasshopper-Club Zurich (2) | FC Zurich               | 3 - 0                    | Letzigrund, Zurich         |
| 4                              | 23 mai 1976      | BSC Young Boys (1)          | FC Zurich               | 4 - 2                    | Wankdorf, Berne            |
| 5                              | 3 mai 1977       | Servette FC                 | Neuchâtel Xamax         | 2 - 0                    | La Pontaise, Lausanne      |
| 6                              | 15 août 1978     | FC Saint-Gall (1)           | Grasshopper Club Zurich | 3 - 2                    | Schützenwiese, Winterthour |
| 7                              | 5 mai 1979       | Servette FC                 | FC Bâle                 | 2 - 2 a. p. 4 - 3 t.a.b. | Saint-Jacques, Bâle        |
| 8                              | 6 mai 1980       | Servette FC (3)             | Grasshopper Club Zurich | 3 - 0                    | Gurzelen (de), Bienne      |
| Finales en matchs aller/retour |                  |                             |                         |                          |                            |
| 9 (it)                         | 26 mai 1981      | Lausanne-Sports             | FC Zurich               | 1 - 2 0 - 0              | La Pontaise, Lausanne      |
| 9 (it)                         | 8 septembre 1981 | FC Zurich (1)               | Lausanne-Sports         | 1 - 2 0 - 0              | Letzigrund, Zurich         |
| 10 (it)                        | 18 mai 1982      | FC Saint-Gall               | FC Aarau                | 0 - 1 0 - 0              | Brügglifeld, Aarau         |
| 10 (it)                        | 29 mai 1982      | FC Aarau (1)                | FC Saint-Gall           | 0 - 1 0 - 0              | Espenmoos, Saint-Gall      |